# 杨金路街道
杨金路街道，是中华人民共和国河南省郑州市金水区下辖的一个乡镇级行政单位。

## 行政区划
杨金路街道下辖以下地区：
徐庄村、杨槐村、河村、周庄村、新庄村、马头岗村、大贺庄村、小贺庄村和马林村。